# Maagan
Pour les articles homonymes, voir Magan (homonymie).
Maagan (מעגן) est un kibboutz situé dans la vallée du Jourdain, et fondé en 1949, sur le site de l'ancien village palestinien de Samakh.

## Historique
Maagan est fondé en 1949 par un groupe d'immigrants originaires de Transylvanie, à proximité du lac de Tibériade.
Le lieu est baptisé à ses débuts Tzémah, puis Maagan Tzémah jusqu'à sa forme actuelle « Maagan ».

## Économie
Maagan possède une étable et cultive les bananes, les avocats, les mangues et les dattes.
Le kibboutz est propriétaire d'un complexe touristique. Il abrite également la maison culturelle Beït-Hatzanhan, édifiée en hommage au parachutiste Peretz Goldstein, mort durant la Seconde Guerre mondiale.

## Population
Maagan compte aujourd'hui 300 habitants.